# Autonomiczny układ nerwowy

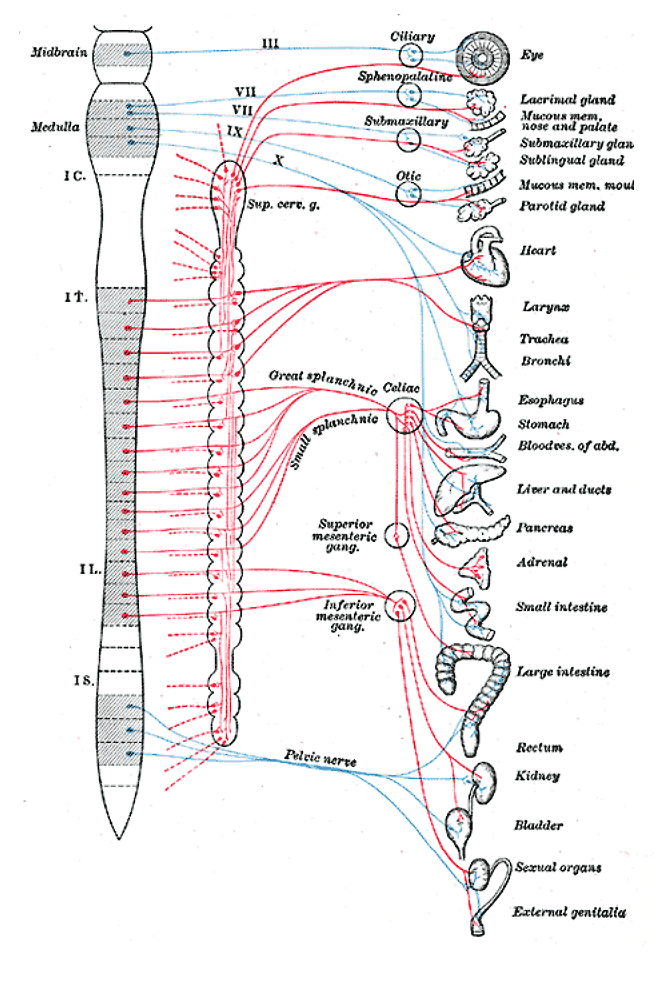
Autonomiczny układ nerwowy

Autonomiczny układ nerwowy (łac. systema nervosum autonomicum), wegetatywny układ nerwowy – część układu nerwowego, którego nerwy unerwiają narządy wewnętrzne, wyodrębniony ze względu na pełnione przez siebie funkcje i budowę. W przeciwieństwie do somatycznego układu nerwowego działanie układu autonomicznego powoduje reakcje niezależne od woli, czyli na przykład wydzielanie soku żołądkowego, ruchy perystaltyczne jelit.
Układ autonomiczny dzieli się na układ współczulny, inaczej sympatyczny (pobudzający), i przywspółczulny, inaczej parasympatyczny (hamujący). Wszystkie narządy wewnętrzne są unerwione jednocześnie przez oba te układy – ich działanie jest względem siebie antagonistyczne. W sytuacjach stresowych działanie układu współczulnego przeważa nad działaniem układu przywspółczulnego. Część sympatyczna i parasympatyczna wzajemnie uzupełniają się w działaniu.
Autonomiczny układ nerwowy składa się z:
- zespołu ośrodków nerwowych
- dróg nerwowych odśrodkowych
- dróg nerwowych dośrodkowych.

Wyróżnia się następujące różnice w stosunku do somatycznego układu nerwowego:
- nierównomierne rozmieszczenie ośrodków w ośrodkowym układzie nerwowym
- występowanie włókien nerwowych przed- i zazwojowych
- odmienna budowa
- względnie wolne przewodzenie impulsów nerwowych (0,5 m/s)
- wydzielanie w synapsach eferentnych (ruchowych, odśrodkowych) nie tylko acetylocholiny, ale również noradrenaliny
- efektory, którymi są mięśnie gładkie, tkanka mięśniowa poprzecznie prążkowana typu sercowego i gruczoły.

Omawiając budowę układu, należy rozróżnić jego trzy elementy budowy:
- ośrodki autonomiczne (korowe, podwzgórzowe i rdzeniowe), kierujące częścią współczulną i przywspółczulną
- część współczulną i przywspółczulną
- sploty autonomiczne narządowe.

Najważniejsze czynności tego układu to:
- rozszerzanie lub zwężanie źrenicy
- pobudzanie ślinianek do wydzielania śliny lub ich hamowanie
- przyśpieszanie lub hamowanie czynności serca
- rozkurczanie lub zwężanie oskrzeli
- zwężanie naczyń krwionośnych powodujące wzrost ciśnienia tętniczego krwi/ rozszerzanie naczyń krwionośnych powodujące spadek ciśnienia tętniczego krwi
- pobudzenie gruczołów nadnerczowych do wydzielania
- nasilenie skurczów przewodu pokarmowego
- rozszerzanie/kurczenie pęcherza moczowego.

Większość narządów wewnętrznych jest unerwiana przez włókna zarówno układu współczulnego, jak i przywspółczulnego. Obie części tego układu działają jednocześnie, a harmonijna praca danego narządu jest efektem ich współdziałania.
W ramach autonomicznego układu nerwowego wyróżnia się jelitowy układ nerwowy.